# Стівен Келлерт
Стівен Келлерт (англ. Stephen Robert Kellert) — відомий американський екосоціолог і екофілософ. Професор соціальної екології Школи лісівництва та природоохоронних наук Єльського університету. Провідний спеціаліст у галузі природоохоронних мотивацій і ціннісних орієнтацій. Автор відомих книг «Гіпотеза біофілії» (англ. The Biophilia Hypothesis) (спільно з Е. О. Вілсоном (англ. E. O. Wilson), «Цінність життя» (англ. The value of life).

## З творчої біографії
Однією з найважливіших теоретичних розробок Стівена Келлерта є подальший розвиток концепції біофілії. Біофілія — генетично відбита в людській природі любов до живих істот. Цей термін був введений відомим американським біологом Е. Вільсоном в 1984 році. На думку Келлерта, дев'ять цінностей (матеріальна, натуралістична, науково-екологічна, естетична, символічна, доміністична, гуманістична, моралістична, негативістська), що є біологічними за походженням, «являють собою основні структури людського ставлення та адаптації до природного світу, що розвинулися в ході людської еволюції (…). Вважається, що ці дев'ять цінностей відображають спектр фізичних, емоційних і інтелектуальних виразів біофільної тенденції асоціюватися з природою».
Як вважає Стівен Келлерт, на відміну від «міцно прив'язаних» інстинктів дихання і живлення, які здійснюються майже автоматично, біофільні цінності повинні культивуватися, щоб досягти їх повного вираження. Люди потребують приєднання до природи й різноманітності життя: завдяки цьому поліпшується їхній духовний і фізичний стан. Іншими словами, ідея біофілії заявляє про властиву людині потребу цінувати життя і природні процеси й може бути взята як важлива складова ідеології природоохорони. Що, на жаль, поки не робиться. «Цим можна пояснити існуюче нині порочне коло: заперечення суспільством важливості багатих і винагороджуючих відносин з природою вносить свій внесок у кризу знищення, що, своєю чергою, ще більше віддаляє людей від світу природи».
Як соціолог С. Келлерт провів численні дослідження в США, Західній Європі та Японії. Його висновки дуже цікаві та надають поборникам екологічної етики значущі аргументи.
«Наше дослідження ясно відкрило зв'язок між жорстокістю щодо тварин в дитинстві й агресивною й антигромадською поведінкою серед насильницьких злочинців в зрілому віці. Ці результати демонструють, що погані відносини з живими істотами можуть породити збочену відчуженість і невдоволення. Навпаки, культивування більш доброго ставлення до тварин могло б підтримувати більш м'яке ставлення до інших людей і суспільства», — пише вчений.
Келлерт вважає, що освіта і етика стануть вже в недалекому майбутньому так само важливі, як наука, політика і менеджмент в досягненні цілей охорони природи. «Досвідчені й етично відповідальні громадяни — екологічно грамотні й морально заклопотані — будуть невід'ємним інгредієнтом у забезпеченні та відновленні цілісності й здоров'я біосфери (…). Заклики до грамотності в галузі довкілля стали чимось на зразок кліше і висловлюються з великою урочистістю й іноді переконаністю. Сумною реальністю, однак, залишається те, що освіта в галузі довкілля отримує набагато меншу фінансову підтримку або професійну престижність, ніж наука про природні ресурси, чи політика, або менеджмент (…). Багато армій марширують під прапором освіти в галузі довкілля (…). Але зв'язок з громадськістю і зусилля засобів масової інформації ніколи не зможуть замінити виконання більш складної й важливої задачі екоосвіти (…). Хоча інформована, свідома й оцінююча публіка є незамінною, цього недостатньо. Точно так важлива потреба в культивуванні етики турботи й співчуття щодо різноманітності життя».
На думку вченого етика, заснована тільки на матеріалістичних або альтруїстичних аргументах, не може бути дієвою. Необхідно розглядати всі істоти як такі, що мають внутрішню цінність і право на життя, розширювати наше розуміння того, що люди отримують кошти до фізичного і духовного існування від багатства своїх зв'язків з широким розмаїттям життя.

## Премії й нагороди
- 2011. Achievement Award, Connecticut Outdoor and Environmental Education Association
- 2010. Service Award, Yale School of Forestry & Environmental Studies
- 2009. George B. Hartzog Award for Environmental Conservation, Clemson University
- 2008. American Publishers Professional and Scholarly Best Book of Year Award in Architecture and Urban Planning for «Biophilic Design»
- 2006. Outstanding Research Award for contributions to theory and science. North American Association for Environmental Education.
- 2000. Listed and work described: "American Environmental Leaders: From Colonial Times to the Present. Anne Beecher, ed. Santa Barbara: ABC-CLIO Books.
- 2001. The Wildlife Society, Outstanding Edited Book, «Ecology and Management of Large Mammals in North America» (contributor)
- 1997. National Conservation Achievement Award, National Wildlife Federation
- 1990. Distinguished Individual Achievement, Society for Conservation Biology
- 1987. Winner, Best Publication of the Year, International Foundation for Environmental Conservation
- 1985–1986 Fulbright Research Fellow, Japan, Council for International Exchange of Scholars, Japan-US Educational Commission
- 1983. Special Achievement Award, National Wildlife Federation

## Публікації
- Келлерт С. Девять основных ценностей природы и биофилия // Любовь к природе. Мат. Междунар. школы-семинара Трибуна-6. — К.: Киев. эколого-культурный центр, 1997. — С. 7-26.
- Kellert S. Urban American perceptions of animals and the natural environmental // Urban ecology. — 1984. — № 8. — Р. 209–228.
- Kellert S. The biophilia hypothesis: aristotelian echoes of the «good life». — Yale Univ. Press, 1993. — 42 p.
- Kellert S. The value of life. — Covelo: Island Press/Shearwater Books, 1996. — 250 p.
- Kellert S. Kinship to mastery. — Washington, D.C., Covelo, California: Island Press-Shearwater Books, 1997. — 256 p.
- Kellert S., Powell R., Ham S. Interactional theory and the sustainable nature-based tourism experience // Society and Natural Resources. — 2009. — Vol. 22. — P. 761–776.
- Kellert S., Auster P. et all. Developing an ocean ethic: science, utility, aesthetics, self-interest, and different ways of knowing // Conservation Biology. — 2009. — Vol. 23. — P. 233–235.

## Про нього
- Curruculum Vita
- Борейко В. Е. Введение в природоохранную эстетику / Изд. 2-е, доп. — К.: Киев. эколого-культурный центр, 1999. — 128 с.

## Ресурси Інтернету
- Edward O. Wilson's Biophilia Hypothesis (wilderdom.com)
- Biophilia, biomimicry, and sustainable design (Canada.com)
- «Biophilia», website for Biophilia magazine.
- «Biophilia: Does Visual Contact with Nature Impact on Health and Well-Being?» National Center for Biotechnology Information (www.ncbi.nlm.nih.gov)
- [www.bullfrogfilms.com Biophilic Design: The Architecture of Life. 2011]
- [www.biophilicdesign.net Biophilic Design: The Architecture of Life. 2011]